# Juventus Football Club 2021-2022 (femminile)
Questa voce raccoglie le informazioni riguardanti la squadra femminile della Juventus Football Club nelle competizioni ufficiali della stagione 2021-2022.

## Stagione

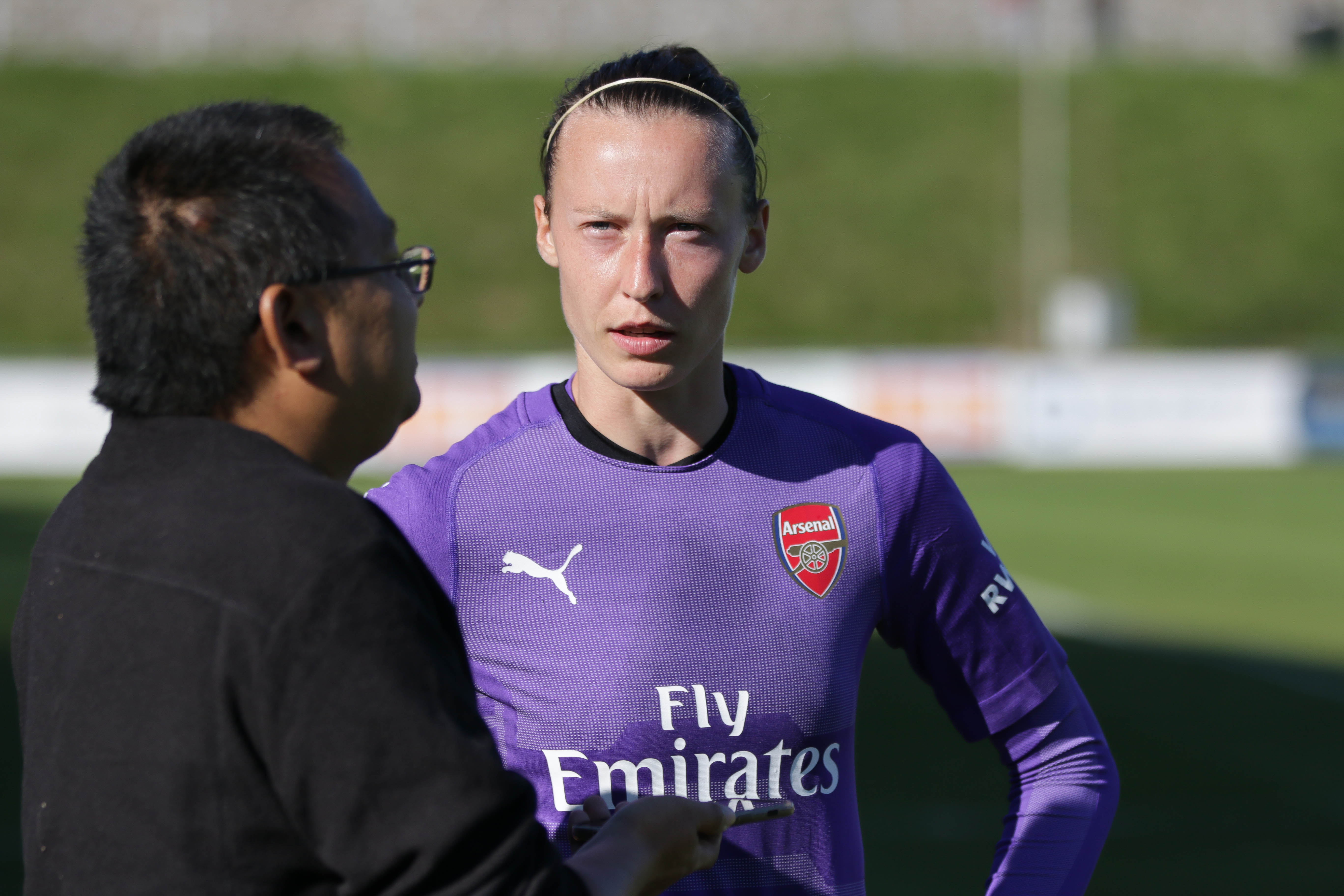
La francese Pauline Peyraud-Magnin (qui all'Arsenal nel 2018), nuovo portiere bianconero; la numero sedici diviene ben presto una delle leader della Juventus artefice del suo primo treble nazionale.

L'estate del 2021 è caratterizzata da diversi cambiamenti in seno alla Juventus. Chiuso il rapporto con Rita Guarino, sulla panchina bianconera si siede l'australiano Joe Montemurro, primo tecnico straniero nella storia del club. Quanto alla rosa, salutano due punti fermi del precedente e vittorioso quadriennio quali Giuliani, accasatasi al Milan, e Galli, diventata la prima italiana a giocare nel campionato inglese con il trasferimento all'Everton; ne conseguono l'arrivo di Peyraud-Magnin, ex Atlético Madrid, a difendere la porta bianconera, e un ruolo più centrale per la confermata Zamanian nelle dinamiche dell'undici titolare.
La rinnovata Juventus fa il suo debutto stagionale nelle qualificazioni di Women's Champions League: superando in sequenza le macedoni del Kamenica Sasa, le austriache del St. Pölten e infine, in un doppio confronto, le albanesi del Vllaznia, le torinesi raggiungono la loro prima, storica qualificazione alla fase a gironi della competizione. Sorteggiata nel gruppo A assieme alle inglesi del Chelsea, alle tedesche del Wolfsburg e alle svizzere del Servette Chênois, la Juventus ha ottenuto 3 vittorie, 2 pareggi e una sola sconfitta, concludendo a pari punti (11) con Wolfsburg e Chelsea; vista la classifica degli scontri diretti, le tedesche hanno conquistato il primo posto e le Bianconere il secondo, guadagnando l'accesso ai quarti di finale. Il successivo sorteggio degli accoppiamenti dei quarti di finale ha messo di fronte al cammino delle torinesi le francesi dell'Olympique Lione. La gara d'andata, disputata all'Allianz Stadium, ha visto prevalere la Juventus per 2-1, risultato ottenuto dopo aver ribaltato l'iniziale vantaggio delle lionesi. Nella gara di ritorno le francesi hanno vinto per 3-1, eliminando le Bianconere dalla competizione ed accedendo alle semifinali.

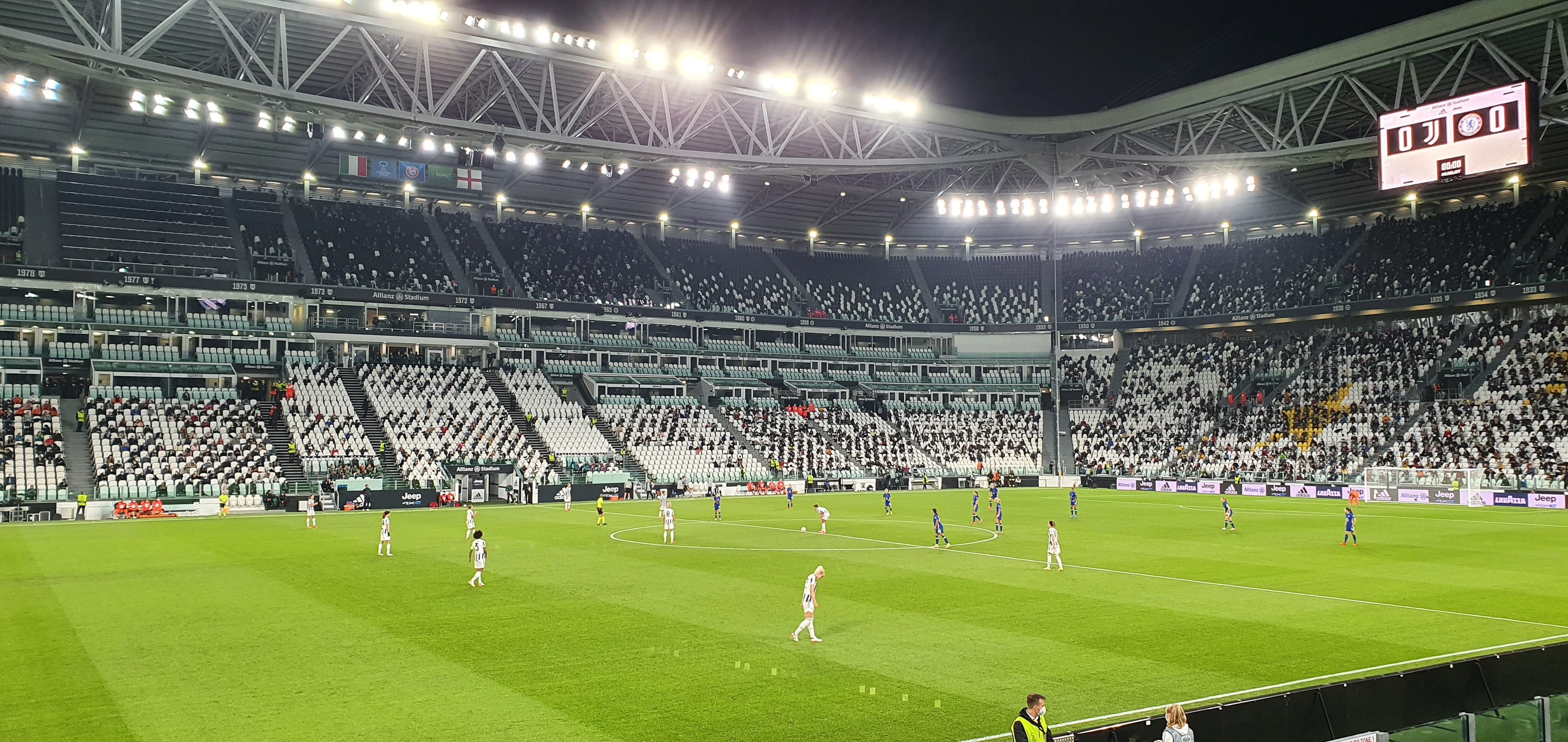
Juventus e in campo il 13 ottobre 2021, allo Stadium di Torino, per l'esordio nella fase a gironi della Women's Champions League.

Il campionato di Serie A è stato caratterizzato da un'iniziale serie di 12 vittorie consecutive, interrotta alla 13ª giornata dal pareggio casalingo contro la Fiorentina, che ha così fermato a 53 la striscia di vittorie consecutive in Serie A delle Bianconere. La sconfitta alla 15ª giornata in trasferta contro l'Empoli ha poi fermato a 54 partite la striscia di imbattibilità in Serie A. La prima posizione è stata mantenuta fino al termine della stagione, ottenendo alla 21ª giornata la conquista dello scudetto, il quinto consecutivo, unica squadra ad aver raggiunto questo traguardo nella storia della Serie A. Il campionato è stato concluso al primo posto con 59 punti conquistati, frutto di 19 vittorie, 2 pareggi e una sola sconfitta, con cinque punti di vantaggio sulla Roma.
In Coppa Italia la squadra ha conquistato il trofeo per la seconda volta nella sua storia. Dopo aver vinto il triangolare 5 dei gironi preliminari davanti a Pink Sport Time e Roma CF, la Juventus ha superato prima l'Inter ai quarti di finale e poi il Milan in semifinale. La finale l'ha visto prevalere per 2-1 sulla Roma, ribaltando nei minuti finali della partita l'iniziale vantaggio romanista su calcio di rigore di Andressa Alves a metà del primo tempo. All'inizio di gennaio 2022 era arrivata la vittoria del primo trofeo stagionale, grazie al trionfo nella Supercoppa italiana 2021; dopo aver superato in semifinale il Sassuolo ai tiri di rigore dopo che i tempi regolamentari si erano conclusi in parità sull'1-1, la Juventus ha vinto la finale per 2-1 sul Milan, recuperando l'iniziale vantaggio delle Rossonere e segnando la rete della vittoria con Cristiana Girelli a due minuti dal termine della sfida.

## Divise e sponsor
Il fornitore tecnico per la stagione 2021-2022 è adidas, mentre gli sponsor ufficiali sono il composit sponsor Jeep 4xe e il back sponsor Allianz.
Dopo due stagioni di template abbastanza innovativi, la prima divisa torna alla classica palatura bianconera, abbinata a tradizionali pantaloncini e calzettoni bianchi; la maglia celebra inoltre il decimo anniversario dell'Allianz Stadium attraverso la scritta 10 YEARS AT HOME presente all'interno del colletto e rimandi alla walk of fame dell'impianto integrati nel tessuto della maglia. La seconda divisa, che trae ispirazione dalla scena musicale elettronica torinese, è un completo all black che presenta tocchi di colore integrati nel tessuto e la novità delle three stripes di adidas in versione iridescente. La terza divisa rimanda invece alla moda «color-block» degli anni 90 del XX secolo, rielaborando al contempo lo storico abbinamento gialloblù delle casacche di cortesia juventine del decennio.
Il 1º maggio 2022, in occasione della semifinale di ritorno della Coppa Italia contro il Milan, la squadra scende in campo con una speciale quarta divisa ispirata ai lavori dello street artist Eduardo Kobra.
Nelle ultime due partite della stagione, giocate rispettivamente contro Milan e Roma, la squadra scende in campo indossando la prima divisa della stagione 2022-2023.
| Casa | Trasferta | Terza divisa | Quarta divisa |

Per i portieri sono disponibili tre divise in varianti verde, giallo e arancione. Nelle ultime due partite della stagione, come per i calciatori di movimento, anche i portieri scendono eccezionalmente in campo con le divise della stagione 2022-2023.

## Organigramma societario
Area sportiva
- Head of Women: Stefano Braghin
- Team Manager: Elisa Miniati

Area tecnica
- Allenatore: Joe Montemurro
- Allenatore in seconda: Matteo Scarpa
- Preparatore atletico: Emanuele Chiappero
- Preparatore dei portieri: Giuseppe Mammoliti
- Match Analyst: Paolo Pettinato

Area sanitaria
- Responsabile sanitario: Chiara Vignati
- Medico: Paolo Gola
- Fisioterapista: Stefano Alice
- Fisioterapista: Carmen Maria Marquez Sanchez
- Riabilitatrice: Pilar Hueso Martos
- Nutrizionista: Micol Purrotti
- Centro medico: J-Medical

## Rosa
Rosa aggiornata al 14 gennaio 2022.
| N. |                      | Ruolo | Calciatrice             |
| -- | -------------------- | ----- | ----------------------- |
| 1  | Italia (bandiera)    | P     | Roberta Aprile          |
| 2  | Finlandia (bandiera) | D     | Tuija Hyyrynen          |
| 3  | Italia (bandiera)    | D     | Sara Gama (capitano)    |
| 5  | Svezia (bandiera)    | D     | Amanda Nildén           |
| 6  | Italia (bandiera)    | D     | Sara Caiazzo            |
| 7  | Italia (bandiera)    | C     | Valentina Cernoia       |
| 8  | Italia (bandiera)    | C     | Martina Rosucci         |
| 9  | Rep. Ceca (bandiera) | A     | Andrea Stašková         |
| 10 | Italia (bandiera)    | A     | Cristiana Girelli       |
| 11 | Italia (bandiera)    | A     | Barbara Bonansea        |
| 12 | Danimarca (bandiera) | D     | Matilde Lundorf Skovsen |
| 13 | Italia (bandiera)    | D     | Lisa Boattin            |
| 14 | Danimarca (bandiera) | C     | Sofie Junge Pedersen    |
| 15 | Canada (bandiera)    | C     | Julia Grosso            |
| 16 | Francia (bandiera)   | P     | Pauline Peyraud-Magnin  |

| N. |                    | Ruolo | Calciatrice                    |
| -- | ------------------ | ----- | ------------------------------ |
| 17 | Svezia (bandiera)  | A     | Lina Hurtig                    |
| 18 | Italia (bandiera)  | C     | Alice Giai                     |
| 19 | Francia (bandiera) | C     | Annahita Zamanian              |
| 21 | Italia (bandiera)  | C     | Arianna Caruso                 |
| 22 | Italia (bandiera)  | A     | Agnese Bonfantini              |
| 23 | Italia (bandiera)  | D     | Cecilia Salvai (vice capitano) |
| 24 | Italia (bandiera)  | A     | Nicole Arcangeli               |
| 27 | Italia (bandiera)  | A     | Chiara Beccari                 |
| 29 | Italia (bandiera)  | A     | Elisa Pfattner                 |
| 32 | Svezia (bandiera)  | D     | Linda Sembrant                 |
| 36 | Italia (bandiera)  | P     | Valentina Soggiu               |
| 38 | Italia (bandiera)  | P     | Camilla Forcinella             |
| 51 | Italia (bandiera)  | D     | Vanessa Panzeri                |
| 71 | Italia (bandiera)  | D     | Martina Lenzini                |

## Calciomercato

### Sessione estiva(dal 1/07 al 2/09)
| Acquisti | Acquisti               | Acquisti          | Acquisti      |
| R.       | Nome                   | da                | Modalità      |
| -------- | ---------------------- | ----------------- | ------------- |
| P        | Pauline Peyraud-Magnin | Atlético Madrid   | definitivo    |
| P        | Roberta Aprile         | Inter             | prestito      |
| D        | Martina Lenzini        | Sassuolo          | fine prestito |
| D        | Amanda Nildén          | Eskilstuna United | definitivo    |
| A        | Agnese Bonfantini      | Roma              | definitivo    |

| Cessioni         | Cessioni               | Cessioni            | Cessioni   |
| R.               | Nome                   | a                   | Modalità   |
| ---------------- | ---------------------- | ------------------- | ---------- |
| P                | Doris Bačić            | Sporting Lisbona    | svincolata |
| P                | Laura Giuliani         | Milan               | svincolata |
| D                | Melissa Bellucci       | Empoli              | prestito   |
| D                | Michela Giordano       | Sampdoria           | prestito   |
| D                | Vanessa Panzeri        | Pomigliano          | prestito   |
| C                | Aurora Galli           | Everton             | svincolata |
| C                | Valentina Puglisi      | Pomigliano          | prestito   |
| C                | Dalila Ippólito        | Pomigliano          | prestito   |
| A                | Maria Alves            | Palmeiras           | definitivo |
| A                | Asia Bragonzi          | Empoli              | prestito   |
| A                | Sofia Cantore          | Sassuolo            | prestito   |
| A                | Benedetta Glionna      | Roma                | definitivo |
| A                | Alice Ilaria Berti     | Sampdoria           | prestito   |
| Altre operazioni |                        |                     |            |
| R.               | Nome                   | a                   | Modalità   |
| D                | Paola Boglioni         | Sampdoria           | prestito   |
| D                | Margherita Brscic      | Empoli              | prestito   |
| D                | Ludovica Silvioni      | Empoli              | prestito   |
| D                | Martina Toniolo        | Napoli              | prestito   |
| C                | Kristin Carrer         | Sampdoria           | prestito   |
| C                | Maria Letizia Musolino | Sampdoria           | prestito   |
| A                | Federica Anghileri     | Verona              | prestito   |
| D                | Beatrice Airola        | Torres              | prestito   |
| A                | Lorenza Scarpelli      | Torres              | prestito   |
| P                | Adelaide Serafino      | Ravenna             | prestito   |
| D                | Giorgia Giachetto      | Ravenna             | prestito   |
| A                | Gaia Distefano         | Ravenna             | prestito   |
| P                | Beatrice Beretta       | Tavagnacco          | prestito   |
| D                | Nicole Sciberras       | Tavagnacco          | prestito   |
| A                | Flavia Devoto          | Tavagnacco          | prestito   |
| A                | Nicole Gianesin        | Tavagnacco          | prestito   |
| D                | Carlotta Masu          | Cittadella          | prestito   |
| D                | Giulia Mancuso         | Cesena              | prestito   |
| D                | Vittoria Verna         | Independiente Ivrea | prestito   |
| A                | Marta Eletto           | Pescara             | prestito   |

### Sessione invernale
| Acquisti         | Acquisti           | Acquisti   | Acquisti      |
| R.               | Nome               | da         | Modalità      |
| ---------------- | ------------------ | ---------- | ------------- |
| P                | Camilla Forcinella | Fiorentina | prestito      |
| D                | Vanessa Panzeri    | Pomigliano | fine prestito |
| Altre operazioni |                    |            |               |
| R.               | Nome               | da         | Modalità      |
| D                | Giorgia Giachetto  | Ravenna    | fine prestito |
| A                | Nicole Gianesin    | Tavagnacco | fine prestito |

| Cessioni         | Cessioni               | Cessioni            | Cessioni   |
| R.               | Nome                   | a                   | Modalità   |
| ---------------- | ---------------------- | ------------------- | ---------- |
| P                | Valentina Soggiu       | Sampdoria           | prestito   |
| Altre operazioni |                        |                     |            |
| R.               | Nome                   | a                   | Modalità   |
| D                | Giorgia Giachetto      | Independiente Ivrea | prestito   |
| D                | Paola Boglioni         | Sampdoria           | definitivo |
| C                | Kristin Carrer         | Sampdoria           | definitivo |
| C                | Maria Letizia Musolino | Sampdoria           | definitivo |
| A                | Nicole Gianesin        | Ravenna             | prestito   |

### Operazioni esterne alle sessioni
| Acquisti         | Acquisti     | Acquisti        | Acquisti      |
| R.               | Nome         | da              | Modalità      |
| ---------------- | ------------ | --------------- | ------------- |
| C                | Julia Grosso | Texas Longhorns | [ 62 ]        |
| Altre operazioni |              |                 |               |
| R.               | Nome         | da              | Modalità      |
| A                | Marta Eletto | Pescara         | fine prestito |

| Cessioni         | Cessioni         | Cessioni         | Cessioni         |
| Altre operazioni | Altre operazioni | Altre operazioni | Altre operazioni |
| R.               | Nome             | a                | Modalità         |
| ---------------- | ---------------- | ---------------- | ---------------- |
| A                | Marta Eletto     | Lucchese         | prestito         |

## Risultati

### Coppa Italia

#### Gironi eliminatori
| Arbitro: | Eremitaggio (Ancona) |

|              |           |                                                                       |
| Badawiya 57’ | Marcatori | 17’, 23’ Caruso 18’, 69’ Hurtig 20’ Bonfantini 43’, 46’, 49’ Stašková |

| Arbitro: | Manzo (Torre Annunziata) |

|              |           |                                           |
| Fedotova 68’ | Marcatori | 17’, 72’ Bonfantini 46’ Nildén 50’ Caruso |

#### Quarti di finale
| Arbitro: | Saia (Palermo) |

|            |           |               |
| Nchout 72’ | Marcatori | 90+3’ Boattin |

| Arbitro: | Marini (Trieste) |

|              |           |  |
| Bonansea 14’ | Marcatori |  |

#### Semifinali
| Arbitro: | Bitonti (Bologna) |

|              |           |                                                            |
| Thomas 90+3’ | Marcatori | 9’, 62’ Girelli 31’ Nildén 84’ Rosucci 88’, 90’ Bonfantini |

| Arbitro: | Delrio (Reggio Emilia) |

|                                                              |           |                                |
| Stašková 51’, 68’ Bonansea 78’ Caruso 81’ (rig.) Boattin 87’ | Marcatori | 9’ Thomas 49’, 57’ Bergamaschi |

#### Finale
| Arbitro: | Ferrieri Caputi (Livorno) |

|                             |           |                     |
| Girelli 80’ (rig.) Gama 84’ | Marcatori | 23’ (rig.) Andressa |

### Women's Champions League

#### Qualificazioni

##### Primo turno
| Arbitro: | Frederikke Lydia Søkjær |

| |           |  |
| Caruso 3’, 12’, 76’ Rosucci 18’ Girelli 45+2’, 56’ Bonansea 51’ Zamanian 59’ Stašková 64’, 84’, 90’ Bonfantini 90+2’ | Marcatori |  |

| Arbitro: | María Dolores Martínez Madrona |

|              |           |                                           |
| Enzinger 67’ | Marcatori | 8’, 54’ Bonansea 64’ Girelli 90+2’ Hurtig |

##### Secondo turno
| Arbitro: | Sabina Bolić |

|  |           |                        |
|  | Marcatori | 12’ Girelli 44’ Hurtig |

| Arbitro: | Henrikke Nervik |

|              |           |  |
| Stašková 34’ | Marcatori |  |

#### Fase a gironi
| Arbitro: | Eleni Antoniou |

|  |           |                                   |
|  | Marcatori | 36’ Caruso 65’ Hurtig 71’ Cernoia |

| Arbitro: | Ivana Martinčić |

|              |           |                         |
| Bonansea 37’ | Marcatori | 31’ Cuthbert 69’ Harder |

| Arbitro: | Anastasija Pustovojtova |

|                    |           |                          |
| Girelli 22’, 90+1’ | Marcatori | 25’ Lattwein 65’ Waßmuth |

| Arbitro: | Marta Huerta De Aza |

|  |           |                                    |
|  | Marcatori | 53’ (aut.) Hendrich 90+3’ Stašková |

| Kingston upon Thames 8 dicembre 2021, ore 21:00 CET 5ª giornata | Chelsea      | 0 – 0 referto | Juventus | Kingsmeadow\| Arbitro: \| Sara Persson \| |
| Arbitro:                                                        | Sara Persson |               |          |                                           |

| Arbitro: | Jelena Cvetković |

|                                                          |           |  |
| Hurtig 12’ Girelli 20’ (rig.), 64’ (rig.) Bonfantini 90’ | Marcatori |  |

#### Fase a eliminazione diretta
| Arbitro: | Cheryl Foster |

|                            |           |            |
| Girelli 71’ Bonfantini 83’ | Marcatori | 8’ Macario |

| Arbitro: | Riem Hussein |

|                                      |           |              |
| Hegerberg 33’ Malard 35’ Macario 73’ | Marcatori | 84’ Stašková |

### Supercoppa italiana
| Arbitro: | Carrione (Castellammare di Stabia) |

|                                              |                      |                                            |
| Nildén 10’                                   | Marcatori            | 11’ Clelland                               |
| Boattin Gama Girelli Bonansea Junge Pedersen | Tiri di rigore 4 – 3 | Dubcová Cantore Mihashi Clelland Philtjens |

| Arbitro: | Ferrieri Caputi (Livorno) |

|                |           |                                    |
| Grimshaw 45+1’ | Marcatori | 50’ (aut.) Bergamaschi 88’ Girelli |

## Statistiche

### Statistiche di squadra
| Competizione             | Punti | In casa | In casa | In casa | In casa | In casa | In casa | In trasferta | In trasferta | In trasferta | In trasferta | In trasferta | In trasferta | Totale | Totale | Totale | Totale | Totale | Totale | DR  |
| Competizione             | Punti | G       | V       | N       | P       | Gf      | Gs      | G            | V            | N            | P            | Gf           | Gs           | G      | V      | N      | P      | Gf     | Gs     | DR  |
| ------------------------ | ----- | ------- | ------- | ------- | ------- | ------- | ------- | ------------ | ------------ | ------------ | ------------ | ------------ | ------------ | ------ | ------ | ------ | ------ | ------ | ------ | --- |
| Serie A                  | 59    | 11      | 9       | 2       | 0       | 31      | 8       | 11           | 10           | 0            | 1            | 26           | 6            | 22     | 19     | 2      | 1      | 57     | 14     | +43 |
| Coppa Italia             | -     | 2       | 2       | 0       | 0       | 6       | 3       | 4            | 3            | 1            | 0            | 19           | 4            | 7      | 6      | 1      | 0      | 27     | 8      | +19 |
| Women's Champions League | -     | 6       | 4       | 1       | 1       | 22      | 5       | 6            | 4            | 1            | 1            | 12           | 4            | 12     | 8      | 2      | 2      | 34     | 9      | +25 |
| Supercoppa italiana      | -     | -       | -       | -       | -       | -       | -       | -            | -            | -            | -            | -            | -            | 2      | 1      | 1      | 0      | 3      | 2      | +1  |
| Totale                   | -     | 19      | 15      | 3       | 1       | 59      | 16      | 21           | 17           | 2            | 2            | 57           | 14           | 43     | 34     | 6      | 3      | 121    | 33     | +88 |

### Andamento in campionato
| Giornata  | 1 | 2 | 3 | 4 | 5 | 6 | 7 | 8 | 9 | 10 | 11 | 12 | 13 | 14 | 15 | 16 | 17 | 18 | 19 | 20 | 21 | 22 |
| --------- | - | - | - | - | - | - | - | - | - | -- | -- | -- | -- | -- | -- | -- | -- | -- | -- | -- | -- | -- |
| Luogo     | C | T | C | C | T | C | T | T | C | T  | C  | T  | C  | T  | T  | C  | T  | C  | C  | T  | C  | T  |
| Risultato | V | V | V | V | V | V | V | V | V | V  | V  | V  | N  | V  | P  | N  | V  | V  | V  | V  | V  | V  |
| Posizione | 1 | 1 | 1 | 1 | 1 | 1 | 1 | 1 | 1 | 1  | 1  | 1  | 1  | 1  | 1  | 1  | 1  | 1  | 1  | 1  | 1  | 1  |

Legenda:

Luogo: C = Casa; T = Trasferta. Risultato: V = Vittoria; N = Pareggio; P = Sconfitta.

### Statistiche delle giocatrici
| Giocatore         | Serie A  | Serie A | Serie A     | Serie A    | Coppa Italia | Coppa Italia | Coppa Italia | Coppa Italia | Supercoppa italiana | Supercoppa italiana | Supercoppa italiana | Supercoppa italiana | UEFA Champions League | UEFA Champions League | UEFA Champions League | UEFA Champions League | Totale   | Totale | Totale      | Totale     |
| Giocatore         | Presenze | Reti    | Ammonizioni | Espulsioni | Presenze     | Reti         | Ammonizioni  | Espulsioni   | Presenze            | Reti                | Ammonizioni         | Espulsioni          | Presenze              | Reti                  | Ammonizioni           | Espulsioni            | Presenze | Reti   | Ammonizioni | Espulsioni |
| ----------------- | -------- | ------- | ----------- | ---------- | ------------ | ------------ | ------------ | ------------ | ------------------- | ------------------- | ------------------- | ------------------- | --------------------- | --------------------- | --------------------- | --------------------- | -------- | ------ | ----------- | ---------- |
| R. Aprile         | 8        | -4      | 0           | 0          | 3            | -5           | 0            | 0            | 0                   | 0                   | 0                   | 0                   | 0                     | 0                     | 0                     | 0                     | 11       | -9     | 0           | 0          |
| N. Arcangeli      | 1        | 0       | 0           | 0          | 2            | 0            | 0            | 0            | 0                   | 0                   | 0                   | 0                   | 0                     | 0                     | 0                     | 0                     | 3        | 0      | 0           | 0          |
| C. Beccari        | 2        | 0       | 0           | 0          | 2            | 0            | 0            | 0            | 0                   | 0                   | 0                   | 0                   | 1                     | 0                     | 0                     | 0                     | 5        | 0      | 0           | 0          |
| L. Boattin        | 19       | 6       | 0           | 0          | 7            | 2            | 1            | 0            | 2                   | 0                   | 0                   | 0                   | 12                    | 0                     | 0                     | 0                     | 40       | 8      | 1           | 0          |
| B. Bonansea       | 18       | 7       | 1           | 0          | 5            | 2            | 0            | 0            | 2                   | 0                   | 0                   | 0                   | 10                    | 4                     | 2                     | 0                     | 35       | 13     | 3           | 0          |
| A. Bonfantini     | 20       | 3       | 0           | 0          | 7            | 5            | 1            | 0            | 0                   | 0                   | 0                   | 0                   | 12                    | 3                     | 3                     | 0                     | 39       | 11     | 4           | 0          |
| S. Caiazzo        | 0        | 0       | 0           | 0          | 0            | 0            | 0            | 0            | 0                   | 0                   | 0                   | 0                   | 0                     | 0                     | 0                     | 0                     | 0        | 0      | 0           | 0          |
| A. Caruso         | 19       | 8       | 0           | 0          | 7            | 4            | 0            | 0            | 2                   | 0                   | 0                   | 0                   | 12                    | 4                     | 2                     | 0                     | 40       | 16     | 2           | 0          |
| V. Cernoia        | 17       | 6       | 1           | 0          | 4            | 0            | 1            | 0            | 1                   | 0                   | 0                   | 0                   | 10                    | 1                     | 0                     | 0                     | 32       | 7      | 2           | 0          |
| C. Forcinella     | 0        | 0       | 0           | 0          | 0            | 0            | 0            | 0            | 0                   | 0                   | 0                   | 0                   | 0                     | 0                     | 0                     | 0                     | 0        | 0      | 0           | 0          |
| S. Gama           | 15       | 1       | 2           | 0          | 4            | 1            | 0            | 0            | 2                   | 0                   | 0                   | 0                   | 8                     | 0                     | 2                     | 0                     | 29       | 2      | 4           | 0          |
| A. Giai           | 0        | 0       | 0           | 0          | 2            | 0            | 1            | 0            | 0                   | 0                   | 0                   | 0                   | 0                     | 0                     | 0                     | 0                     | 2        | 0      | 1           | 0          |
| C. Girelli        | 17       | 7       | 0           | 0          | 4            | 3            | 0            | 0            | 2                   | 1                   | 0                   | 0                   | 11                    | 9                     | 1                     | 0                     | 34       | 20     | 1           | 0          |
| J. Grosso         | 9        | 0       | 0           | 0          | 5            | 0            | 0            | 0            | 0                   | 0                   | 0                   | 0                   | 1                     | 0                     | 0                     | 0                     | 15       | 0      | 0           | 0          |
| T. Hyyrynen       | 16       | 0       | 0           | 0          | 4            | 0            | 0            | 0            | 1                   | 0                   | 0                   | 0                   | 6                     | 0                     | 0                     | 0                     | 27       | 0      | 0           | 0          |
| L. Hurtig         | 19       | 4       | 0           | 0          | 4            | 2            | 0            | 0            | 2                   | 0                   | 0                   | 0                   | 11                    | 4                     | 0                     | 0                     | 36       | 10     | 0           | 0          |
| S. Junge Pedersen | 16       | 3       | 1           | 0          | 4            | 0            | 1            | 0            | 2                   | 0                   | 0                   | 0                   | 11                    | 0                     | 0                     | 0                     | 33       | 3      | 2           | 0          |
| M. Lenzini        | 19       | 0       | 0           | 0          | 5            | 0            | 0            | 0            | 2                   | 0                   | 0                   | 0                   | 9                     | 0                     | 0                     | 0                     | 35       | 0      | 0           | 0          |
| A. Nildén         | 18       | 1       | 0           | 0          | 6            | 2            | 0            | 0            | 1                   | 1                   | 0                   | 0                   | 8                     | 0                     | 0                     | 0                     | 33       | 4      | 0           | 0          |
| V. Panzeri        | 2        | 0       | 0           | 0          | 1            | 0            | 0            | 0            | 0                   | 0                   | 0                   | 0                   | 0                     | 0                     | 0                     | 0                     | 3        | 0      | 0           | 0          |
| P. Peyraud-Magnin | 14       | -10     | 0           | 0          | 4            | -2           | 0            | 0            | 2                   | -2                  | 0                   | 0                   | 12                    | -9                    | 1                     | 0                     | 32       | -23    | 1           | 0          |
| E. Pfattner       | 3        | 0       | 0           | 0          | 2            | 0            | 0            | 0            | 0                   | 0                   | 0                   | 0                   | 2                     | 0                     | 0                     | 0                     | 7        | 0      | 0           | 0          |
| M. Rosucci        | 20       | 2       | 0           | 0          | 7            | 1            | 1            | 0            | 2                   | 0                   | 0                   | 0                   | 12                    | 1                     | 1                     | 0                     | 41       | 4      | 2           | 0          |
| C. Salvai         | 11       | 0       | 0           | 0          | 2            | 0            | 0            | 0            | 0                   | 0                   | 0                   | 0                   | 9                     | 0                     | 0                     | 0                     | 22       | 0      | 0           | 0          |
| L. Sembrant       | 9        | 0       | 0           | 0          | 4            | 0            | 0            | 0            | 0                   | 0                   | 0                   | 0                   | 2                     | 0                     | 0                     | 0                     | 15       | 0      | 0           | 0          |
| M.L. Skovsen      | 16       | 0       | 0           | 0          | 5            | 0            | 0            | 0            | 2                   | 0                   | 0                   | 0                   | 10                    | 0                     | 2                     | 0                     | 33       | 0      | 2           | 0          |
| V. Soggiu         | 0        | 0       | 0           | 0          | 0            | 0            | 0            | 0            | 0                   | 0                   | 0                   | 0                   | 0                     | 0                     | 0                     | 0                     | 0        | 0      | 0           | 0          |
| A. Stašková       | 17       | 5       | 0           | 0          | 5            | 5            | 0            | 0            | 2                   | 0                   | 0                   | 0                   | 12                    | 6                     | 0                     | 0                     | 36       | 16     | 0           | 0          |
| A. Zamanian       | 17       | 1       | 4           | 1          | 7            | 0            | 0            | 0            | 2                   | 0                   | 0                   | 0                   | 8                     | 1                     | 0                     | 0                     | 34       | 2      | 4           | 1          |

## Giovanili

### Organigramma
Area tecnica
- Under-19[67]
  - Allenatore: Silvia Piccini
  - Allenatore in seconda: Luca Scarcella
  - Preparatore atletico: Edoardo Cardelli
  - Preparatore dei portieri: Alberto Maja
- Under-17[67]
  - Allenatore: Fabio Scrofani
  - Allenatore in seconda: Marco Borgese
  - Preparatore atletico: Enrico Picco
  - Preparatore dei portieri: Alberto Cantaluppi
- Under-15[67]
  - Allenatore: Luca Vood
  - Allenatore in seconda: Fabrizio Franco
  - Preparatore atletico: Andrea Pasquariello
  - Preparatore dei portieri: Davide Pollone

### Piazzamenti
- Under-19:
  - Campionato: finale[68]
- Under-17:
  - Campionato: finale[69]
- Under-15:
  - Campionato: vincitore[70]
- Under-12:
  - Campionato "Danone Nations Cup": vincitore[71]